# Meroe Park
Meroe S. Park (Vienna, 1 december 1966) was executive director van de Central Intelligence Agency (CIA) van 2013 tot 2017. Ze werd in die functie aangesteld door John Brennan. Voorafgaand aan de benoeming van Mike Pompeo was ze in januari 2017 gedurende drie dagen waarnemend directeur van de CIA.
Meroe Park vertrok bij de CIA in juni 2017.
Souers ·
Vandenberg ·
Hillenkoetter ·
Bedell Smith ·
Dulles ·
McCone ·
Raborn ·
Helms ·
Schlesinger ·
Walters ·
Colby ·
Bush ·
Knoche ·
Turner ·
Casey ·
Gates ·
Webster ·
Kerr ·
Gates ·
Studeman ·
Woolsey ·
Studeman ·
Deutch ·
Tenet ·
McLaughlin ·
Goss ·
Hayden ·
Panetta ·
Morell ·
Petraeus ·
Morell ·
Brennan ·
Park ·
Pompeo ·
Haspel ·
Cohen ·
Burns ·
Sylvester ·
Ratcliffe ·